# أفريكا وورلد
أفريكا وورلد هي شركة طيران يقع مقرها في أكرا، غانا. وهي تتخذ من مطار كوتوكا الدولي مركزاً لعملياتها.

## الأسطول
| نوع الطائرة           | في الخدمة |
| --------------------- | --------- |
| إمبراير إي آر جيه 145 | 8         |
| المجموع               | 8         |